# Důležité je milovat
Důležité je milovat (v originále L'Important c'est d'aimer) je francouzsko-italsko-německý hraný film z roku 1975, který režíroval Andrzej Żuławski podle francouzského románu La Nuit américaine Christophera Franka z roku 1972. Snímek měl světovou premiéru dne 12. února 1975.

## Děj
Fotograf Servais se seznámí s herečkou Nadine, která kvůli obživě natáčí pornografické filmy. Jejich setkání však nepřeroste v hlubší pouto. Nadine cítí hlubokou náklonnost ke svému manželovi Jacquesovi, milému, smutnému klaunovi, který žije ve vnitřním světě a jehož fantazie stěží zakrývá jeho trápení.
Servais chce Nadine pomoct. Sponzoruje hru, ve které pro ni tajně získá hlavní roli. Aby získal potřebné peníze na její uvedení, spřátelí se s vyděračem Mazellim. Hra je uvedena, ale nemá úspěch. Nadine, která mezitím pochopila důvody svého angažmá, se nabídne Servaisovi, který ji odmítne. Jacques je stále více sužován depresemi a ze strachu, že Nadinina láska je jen milosrdenství, spáchá sebevraždu.
Zdá se, že jeho smrt odděluje Nadine a Servaise. Ten se nepohodne s Mazellim, který ho zmlátí. Nadine najde Servaise zraněného a ve špatném stavu, a nakonec mu vyjádří svou lásku.

## Obsazení
| Romy Schneider          | Nadine Chevalier                    |
| Fabio Testi             | Servais Mont                        |
| Jacques Dutronc         | Jacques Chevalier                   |
| Claude Dauphin          | Mazelli                             |
| Roger Blin              | Servaisův otec                      |
| Gabrielle Doulcet       | paní Mazelli                        |
| Michel Robin            | Raymond Lapade                      |
| Guy Mairesse            | Laurent Messala                     |
| Katia Tchenko           | prostitutka Myriam                  |
| Nicoletta Machiavelli   | Luce, Lapadova žena                 |
| Klaus Kinski            | Karl-Heinz Zimmer                   |
| Paul Bisciglia          | asistent režisérky                  |
| Sylvain Lévignac        | muž v pivnici                       |
| Jacques Boudet          | Robert Beninge                      |
| Robert Dadiès           | lékař v nemocnici / herec v divadle |
| Georges-Frédéric Dehlen | herec v divadle                     |
| Jacques Jourdan         | Victor                              |
| Claude Legros           | Manuel Rosenthal                    |
| Kira Potonie            | Messalova žena                      |
| Michel Such             | elektrikář                          |
| Jacques Van Dooren      | Verdurin                            |
| Nadia Vasil             | režisérka                           |
| Sin May Zao             | Vietnamka                           |
| Gérard Zimmermann       | Léonard                             |

## Ocenění
- Filmový festival v Taormině: cena pro nejlepší herečku (Romy Schneider); nominace na Zlatou Charybdu (Andrzej Żuławski)
- Mezinárodní filmový festival Faro Island: Cena Golden Moon pro nejlepší herečku (Romy Schneider); nominace na nejlepší film
- César: nejlepší herečka (Romy Schneider); nominace v kategoriích nejlepší výprava (Jean-Pierre Kohut-Svelko) a nejlepší střih (Christiane Lack)
- Pařížský filmový festival: letní pocta Andrzejovi Żuławskému